# Парпури
Парпури — козацько-старшинський, згодом — дворянський рід, можливо, грецького походження, що йде від Гната Парпури, ніжинського полкового хорунжого і осавула (1669, 1672). Його нащадки обіймали уряди сотенної старшини, військових товаришів і бунчукових товаришів у Ніжинському полку. До цього роду належав Максим Осипович (1763—1828), культурно-освітній діяч, директор медичних установ на Аптекарському о-ві в Санкт-Петербурзі (з 1789) та друкарні Медичної колегії (з 1793), автор перекладів із німецької мови трактатів з медицини й хімії та літературних творів, власним коштом видав «Енеїду» І.Котляревського (С.-Петербург, 1798). Заповів значні суми на підтримку Конотопського повітового училища, Чернігівської та Новгород-Сіверської гімназій, Харківського університету.
Рід внесений до 2-ї частини Родовідної книги Чернігівської губернії.

#### Відомі представники
Гнат Парпура (XVII ст.)- ніжинський полковий хорунжий, осавул.
Максим Осипович Парпура (1763—1828) - культурно-освітній діяч, літератор, просвітитель.
Костянтин Максимович Парпура (бл. 1793 — р. с. невід.) - письменник і поет.
Самон Григорович Парпура (1798—1863) - відомий лікар, доктор медицини (1830).
Петро Парфентійович Парпура (1860-1918) - спадковий Дворянин Чернігівської губернії Титулярний радник, поміщик в селі Колісники (тепер Ніжинський район, Чернігівська область).

### Цитата
І.Котляревський згадав Максима Парпуру в поемі "Енеїда", змінивши його на «Мацапура».
|                                | Частина Третя. Вірш 82. «Якусь особу мацапуру Там шкварили на шашлику, Гарячу мідь лили за шкуру І розпинали на бику. Натуру мав він дуже бридку, Кривив душею для прибитку, Чужеє оддавав в печать; Без сорома, без бога бувши І восьму заповідь забувши, Чужим пустився промишлять.» |
| — Іван Котляревський, "Енеїда" | |